# La vera costanza
La vera constanza (Den sanna trofastheten) är en opera (dramma giocoso) i tre akter med musik av Joseph Haydn. Francesco Puttinis bearbetade libretto var tidigare tonsatt av Pasquale Anfossi 1775.

## Historia
Operan beställdes av kejsare Josef II för uppförande i Wien. Men mitt under komponerandet hade kejsaren fattat tycke för det mer folkliga Sångspelet och Haydn fick slutföra operan med tanke på att låta uppföra operan någon annanstans. Den uppfördes den 25 april 1779 på slottet Esterházy i Eisenstadt.

## Personer
- Greve Errico, Rosinas hemlige make (tenor)
- Rosina, en fiskarkvinna (sopran)
- Baronessan Irene, greve Erricos faster (sopran)
- Lisetta, baronessans jungfru (sopran)
- Marquis Ernesto, Erricos vän (tenor)
- Masino, fiskare, Rosinas broder (baryton eller tenor)
- Villotto, en rik men snål man (bas)

## Handling
Rosina är hemligt gift med greve Errico med vilken hon har en son. Denna trofasthet prövas av baronessan Irene, snåljåpen Villotto och även Rosinas make, vilka alla planerar att döda henne. Rosina flyr med sonen och det är endast när hon räddas från svältdöden som mänskligheten triumferar Rosina och greven kan förenas.